# Rutili Taure Emilià Pal·ladi
Rutili Taure Emilià Pal·ladi (llatí: Rutilius Taurus Aemilianus Palladius), conegut també només com a Pal·ladi va ser un escriptor romà, autor d'un tractat d'agricultura conegut com a Opus agriculturae (a voltes conegut com a De Re Rustica, no confondre amb el De Re Rustica de Luci Juni Moderat), a manera d'un calendari de pagès, amb totes les operacions connectades amb l'agricultura i la vida rural arranjades en ordre regular i per estacions.
L'obra estava formada per 14 llibres, un d'introducció, dotze pels deures de cada mes, i el darrer és un poema en 85 versos elegíacs sobre l'art dels empelts (De Insitione). La seva època és incerta. És esmentat per primer cop per Isidor de Sevilla. En general se'l situa al segle IV o V però la identificació de Pasífil, a qui va ser dedicat el catorzè llibre, com el prefecte de la ciutat el 355, permet situar-lo al segle iv. Per ell mateix se sap que tenia una hisenda a Sardenya i una al territorium Neupolitanum. Una part de la seva obra està agafada de Columel·la i una altra de Gargili Marcial. També hi ha coses de la Geopònica i els temes relacionats amb les construccions arquitectòniques agrícoles són extrets de Vitruvi.